# Moustey
Moustey – miejscowość i gmina we Francji, w regionie Nowa Akwitania, w departamencie Landy.
Według danych na rok 1990 gminę zamieszkiwały 574 osoby, a gęstość zaludnienia wynosiła 9 osób/km² (wśród 2290 gmin Akwitanii Moustey plasuje się na 661. miejscu pod względem liczby ludności, natomiast pod względem powierzchni na miejscu 84.).